# Associazione Sportiva Siracusa 1989-1990
Questa pagina raccoglie le informazioni riguardanti l'Associazione Sportiva Siracusa nelle competizioni ufficiali della stagione 1989-1990.

## Rosa
| N. |                   | Ruolo | Calciatore                |
| -- | ----------------- | ----- | ------------------------- |
|    | Italia (bandiera) | C     | Giuseppe Arrabito         |
|    | Italia (bandiera) | C     | Sebastiano Basile         |
|    | Italia (bandiera) | A     | Girolamo Bizzarri         |
|    | Italia (bandiera) | C     | Giuseppe Del Giudice      |
|    | Italia (bandiera) | D     | Giorgio Di Bari           |
|    | Italia (bandiera) | C     | Antonio Figliomeni        |
|    | Italia (bandiera) | D     | Dario Italia              |
|    | Italia (bandiera) | C     | Primo Maragliulo          |
|    | Italia (bandiera) | D     | Filippo Orlando           |
|    | Italia (bandiera) | C     | Antonio Franco Pannitteri |

| N. |                   | Ruolo | Calciatore        |
| -- | ----------------- | ----- | ----------------- |
|    | Italia (bandiera) | A     | Francesco Parisi  |
|    | Italia (bandiera) | C     | Giovanni Pecoraro |
|    | Italia (bandiera) | D     | Massimo Ruscitti  |
|    | Italia (bandiera) | D     | Sergio Salice     |
|    | Italia (bandiera) | D     | Luigi Sottana     |
|    | Italia (bandiera) | A     | Marco Spilli      |
|    | Italia (bandiera) | P     | Davide Torchia    |
|    | Italia (bandiera) | C     | Antonio Triveri   |
|    | Italia (bandiera) | D     | Pasquale Viscido  |

## Risultati

### Campionato

#### Girone di andata
| 17 settembre 1989 1ª giornata | Casarano | 1 – 0 | Siracusa |  |

| 24 settembre 1989 2ª giornata | Siracusa | 1 – 0 | Francavilla |  |

| 1º ottobre 1989 3ª giornata | Salernitana | 0 – 0 | Siracusa |  |

| 8 ottobre 1989 4ª giornata | Siracusa | 2 – 2 | Ternana |  |

| 15 ottobre 1989 5ª giornata | Monopoli | 5 – 1 | Siracusa |  |

| 22 ottobre 1989 6ª giornata | Siracusa | 1 – 1 | Brindisi |  |

| 29 ottobre 1989 7ª giornata | Siracusa | 2 – 1 | Sambenedettese |  |

| 5 novembre 1989 8ª giornata | Palermo | 2 – 0 | Siracusa |  |

| 12 novembre 1989 9ª giornata | Siracusa | 2 – 0 | Giarre |  |

| 19 novembre 1989 10ª giornata | Casertana | 2 – 0 | Siracusa |  |

| 26 novembre 1989 11ª giornata | Siracusa | 4 – 1 | Torres |  |

| 19 dicembre 1989 12ª giornata | Fidelis Andria | 2 – 1 | Siracusa |  |

| 10 dicembre 1989 13ª giornata | Siracusa | 1 – 0 | Taranto |  |

| 17 dicembre 1989 14ª giornata | Siracusa | 2 – 3 | Catania |  |

| 30 dicembre 1989 15ª giornata | Perugia | 2 – 0 | Siracusa |  |

| 7 gennaio 1990 16ª giornata | Siracusa | 1 – 0 | Ischia Isolaverde |  |

| 14 gennaio 1990 17ª giornata | Campania Puteolana | 2 – 1 | Siracusa |  |

#### Girone di ritorno
| 28 gennaio 1990 18ª giornata | Siracusa | 1 – 0 | Casarano |  |

| 4 febbraio 1990 19ª giornata | Francavilla | 1 – 1 | Siracusa |  |

| 11 febbraio 1990 20ª giornata | Siracusa | 1 – 1 | Salernitana |  |

| 18 febbraio 1990 21ª giornata | Ternana | 3 – 0 | Siracusa |  |

| 4 marzo 1990 22ª giornata | Siracusa | 3 – 1 | Monopoli |  |

| 11 marzo 1990 23ª giornata | Brindisi | 1 – 2 | Siracusa |  |

| 18 marzo 1990 24ª giornata | Sambenedettese | 2 – 0 | Siracusa |  |

| 25 marzo 1990 25ª giornata | Siracusa | 1 – 1 | Palermo |  |

| 1º aprile 1990 26ª giornata | Giarre | 2 – 0 | Siracusa |  |

| 8 aprile 1990 27ª giornata | Siracusa | 1 – 3 | Casertana |  |

| 14 aprile 1990 28ª giornata | Torres | 1 – 1 | Siracusa |  |

| 29 aprile 1990 29ª giornata | Siracusa | 0 – 0 | Fidelis Andria |  |

| 6 maggio 1990 30ª giornata | Taranto | 1 – 0 | Siracusa |  |

| 13 maggio 1990 31ª giornata | Catania | 2 – 0 | Siracusa |  |

| 20 maggio 1990 32ª giornata | Siracusa | 1 – 0 | Perugia |  |

| 27 maggio 1990 33ª giornata | Ischia Isolaverde | 0 – 0 | Siracusa |  |

| 3 giugno 1990 34ª giornata | Siracusa | 1 – 1 | Campania Puteolana |  |